# Mao Vĩ Minh
Mao Vĩ Minh (tiếng Trung: 毛伟明, bính âm: Máo Wěi Míng, sinh tháng 5 năm 1961, người Hán) là chuyên gia kỹ thuật vật liệu, chính trị gia nước Cộng hòa Nhân dân Trung Hoa. Ông là Ủy viên Ủy ban Trung ương Đảng Cộng sản Trung Quốc khóa XX, Ủy viên dự khuyết khóa XIX, hiện là Phó Bí thư Tỉnh ủy, Bí thư Đảng tổ Chính phủ, Tỉnh trưởng Chính phủ Nhân dân tỉnh Hồ Nam. Ông nguyên là Bí thư Đảng ủy, Chủ tịch Tập đoàn lưới điện Quốc gia Trung Quốc; Ủy viên Đảng tổ, Phó Bộ trưởng Bộ Công nghiệp và Thông tin Trung Quốc; Thường vụ Tỉnh ủy, Phó Bí thư Đảng tổ, Phó Tỉnh trưởng thường trực Chính phủ Nhân dân tỉnh Giang Tây; Thường vụ Tỉnh ủy, Phó Tỉnh trưởng Chính phủ Nhân dân tỉnh Giang Tô.
Mao Vĩ Minh là đảng viên Đảng Cộng sản Trung Quốc, học vị Kỹ sư Hóa học, chức danh Cao cấp công trình sư cấp Giáo sư. Ông có hơn 30 năm công tác ở Giang Tô, xuất phát điểm từ xí nghiệp nhà nước trước khi chuyển sang Đảng và chính quyền địa phương.

## Xuất thân và giáo dục
Mao Vĩ Minh sinh tháng 5 năm 1961 tại địa cấp thị Cù Châu, tỉnh Chiết Giang, nước Cộng hòa Nhân dân Trung Hoa. Ông lớn lên và theo học phổ thông tại quê nhà. Tháng 10 năm 1978, ông trúng tuyển chuyên ngành Nghiên cứu chuyên nghiệp máy móc và hóa chất, theo học Khoa Hóa học của Đại học Chiết Giang tại thủ phủ thành phố Hàng Châu. Đến tháng 8 năm 1982, ông tốt nghiệp Cử nhân, Kỹ sư Hóa học. Tháng 9 năm 1985, ông được kết nạp Đảng Cộng sản Trung Quốc. Từ tháng 6 đến tháng 12 năm 1995, ông tham gia lớp nghiên cứu Kinh tế tài năng Quản lý cấp cao của tỉnh Giang Tô, theo đoàn sang Hoa Kỳ để đào tạo. Từ tháng 6 đến tháng 9 năm 2002, ông được cử tham gia lớp bồi dưỡng nhân tài Quản lý công cấp cao tại Đại học Harvard do Bộ Tổ chức Trung ương xây dựng.

## Sự nghiệp

### Thời kỳ đầu
Tháng 8 năm 1982, sau khi tốt nghiệp đại học, ông được tuyển dụng vào vị trí Kỹ thuật viên Phòng Hạ tầng kỹ thuật cải tạo của Văn phòng Công trình sư, Bộ phận kỹ thuật của Nhà máy vật liệu cách nhiệt thuộc địa cấp thị Thường Châu, tỉnh Giang Tô. Sau đó, ông được thăng chức làm Phó Chủ nhiệm phân xưởng những năm 1985. Đến tháng 2 năm 1987, ông được bầu làm Bí thư Đoàn Thanh niên Nhà máy vật liệu cách nhiệt Thường Châu, được bổ nhiệm làm Phó Chủ nhiệm Văn phòng Công nghệ kiêm Chủ nhiệm phân xưởng kỹ thuật.
Tháng 8 năm 1991, ông trở thành Trợ lý Xưởng trưởng Nhà máy vật liệu cách nhiệt Thường Châu kiêm Khoa trưởng Khoa tiêu thụ hàng hóa của nhà máy. Tháng 3 năm 1992, ông được bổ nhiệm làm Phó Xưởng trưởng Nhà máy rồi trở thành Xưởng trưởng Nhà máy vật liệu cách nhiệt Thường Châu vào tháng 4 năm 1993. Ông cũng được bầu làm Bí thư Đảng ủy Nhà máy, lãnh đạo toàn diện nhà máy những năm 1993 – 1996. Kể từ khi được tuyển dụng cho đến thời điểm này, ông tập trung công tác kỹ thuật vùng địa phương ở nhà máy vật liệu gần 15 năm 1982 – 1996. Đây là một mô hình xí nghiệp nhà nước Trung Quốc chuyên về công nghiệp nặng trong giai đoạn đầu thời kỳ mở cửa đất nước những năm 80, 90 ở Thường Châu, Giang Tô.

### Giang Tô
Tháng 3 năm 1996, Mao Vĩ Minh được điều chuyển tới Chính phủ địa cấp thị Thường Châu, được bổ nhiệm làm Chủ nhiệm Ủy ban Đối ngoại và thương mại địa cấp thị Thường Châu, Phó Bí thư Đảng tổ Ủy ban. Lúc này, ông kết thúc những năm công tác kỹ thuật ở xí nghiệp, chuyển sang sự nghiệp Đảng, Nhà nước ở vùng địa phương. Tháng 10 năm 1998, ông được điều chuyển về quận Vũ Tiến của địa cấp thị Thường Châu, bổ nhiệm làm Phó Bí thư Quận ủy, Quận trưởng Quận Vũ Tiến. Đến tháng 12 năm 2000, ông được phân công làm Bí thư Quận ủy quận Vũ Tiến, lãnh đạo toàn bộ quận. Vào thời điểm này, Mao Vĩ Minh đã 40 tuổi, nhưng vị trí công tác của ông không cao trong hệ thống lãnh đạo, khi đang là lãnh đạo cấp huyện, một trong số bảy đơn vị cấp huyện của địa cấp thị Thường Châu – tiếp tục là một địa cấp thị trong 13 địa cấp thị của tỉnh Giang Tô. Đến tháng 9 năm 2001, ông được bầu vào Ban thường vụ Thị ủy, làm Thường vụ Thị ủy Thường Châu, Bí thư Quận ủy kiêm Quận trưởng quận Vũ Tiến. Chỉ hai tháng sau, ông được bổ nhiệm làm Phó Thị trưởng địa cấp thị Thường Châu. Tháng 4 năm 2003, Mao Vĩ Minh được bầu làm Phó Bí thư Thị ủy, Quyền Thị trưởng Chính phủ Nhân dân địa cấp thị Thái Châu, Giang Tô. Ông chính thức là Thị trưởng Thái Châu vào tháng 1 năm 2004.
Thời kỳ đầu ở công tác Đảng, chính quyền địa phương với xuất phát điểm thấp, nhưng Mao Vĩ Minh được đánh giá có tốc độ phát triển nhanh và ảnh hưởng lớn tới vùng lãnh đạo. Tháng 12 năm 2005, Mao Vĩ Minh được bổ nhiệm làm Bí thư Đảng tổ, Chủ nhiệm Ủy ban Cải cách và Phát triển tỉnh Giang Tô, giữ vai trò này trong giai đoạn 2005 – 2011. Tháng 11 năm 2011, Mao Vĩ Minh được bổ nhiệm làm Thư ký trưởng Chính phủ Nhân dân tỉnh Giang Tô, rồi nhậm chức Phó Tỉnh trưởng Chính phủ Nhân dân tỉnh Giang Tô vào tháng 1 năm 2013, trở thành công vụ viên cấp phó tỉnh – phó bộ.

### Giai đoạn chuyển thể
Bộ Công nghiệp và Thông tin: tháng 10 năm 2013, Tổng lý Quốc vụ viện Lý Khắc Cường quyết định bổ nhiệm Mao Vĩ Minh làm Phó Bộ trưởng Bộ Công nghiệp và Thông tin Trung Quốc, Ủy viên Đảng tổ Bộ. Ông công tác ở Bộ Công Thông trong hai năm, vai trò phụ tá Bộ trưởng Miêu Vu, phụ trách công nghiệp nặng.
Giang Tây: Tháng 7 năm 2015, Trung ương quyết định điều chuyển Mao Vĩ Minh về công tác ở Giang Tây, bổ nhiệm làm Thường vụ Tỉnh ủy, Phó Bí thư Đảng tổ Chính phủ tỉnh rồi Phó Tỉnh trưởng thường trực Chính phủ Nhân dân tỉnh Giang Tây. Ông giữ vị trí này trong thời gian năm năm 2015 – 2020, hỗ trợ cùng phối hợp với các Tỉnh trưởng Lộc Tâm Xã, Lưu Kỳ và Dịch Luyện Hồng. Vào tháng 10 năm 2017, ông được bầu làm Ủy viên dự khuyết Ủy ban Trung ương Đảng Cộng sản Trung Quốc khóa XIX tại Đại hội Đảng Cộng sản Trung Quốc lần thứ 19.
Tập đoàn lưới điện: tháng 1 năm 2020, Tổng lý Quốc vụ viện Lý Khắc Cường quyết định bổ nhiệm Mao Vĩ Minh làm Bí thư Đảng ủy, Chủ tịch Tập đoàn lưới điện Trung Quốc (SGCC), thường được gọi là State Grid. Ông lãnh đạo tập đoàn doanh nghiệp nhà nước này, là công ty độc quyền phân phối điện thuộc sở hữu nhà nước của Trung Quốc. Đây là giai đoạn chuyển thể trước khi đến vị trí mới của ông. Theo Fortune Global 500, Tập đoàn lưới điện Trung Quốc xếp thứ ba thế giới năm 2020 theo tổng số doanh thu trong thời kỳ ông lãnh đạo.

### Hồ Nam
Tháng 11 năm 2020, Trung ương hợp bàn về lãnh đạo địa phương, quyết định điều chuyển Mao Vĩ Minh về tỉnh Hồ Nam, tham gia Ban thường vụ, làm Thường vụ Tỉnh ủy, Phó Bí thư Tỉnh ủy, Bí thư Đảng tổ Chính phủ Hồ Nam, được công bố nhậm chức vào ngày 20 tháng 11. Ngày 27 tháng 11, tại Hội nghị Ủy ban Thường vụ Nhân Đại tỉnh Hồ Nam, ông được bầu làm Quyền Tỉnh trưởng Hồ Nam, kế nhiệm Bí thư Tỉnh ủy Hồ Nam Hứa Đạt Triết. Cuối năm 2022, ông tham gia Đại hội Đảng Cộng sản Trung Quốc lần thứ XX từ đoàn đại biểu Hồ Nam. Trong quá trình bầu cử tại đại hội, ông được bầu là Ủy viên Ủy ban Trung ương Đảng Cộng sản Trung Quốc khóa XX.